# Tranquilitas
En la mitología romana, Tranquillitas era la personificación de la tranquilidad. Tranquillitas parece estar relacionada con Annona (la diosa de la cosecha de maíz de Egipto) y Securitas, lo que implica una referencia a la seguridad pacífica del Imperio Romano. En el contexto romano, las características de Tranquilitas reflejaban los valores en el corazón de la Via Romana y se cree que son aquellas cualidades que dieron a la República Romana la fuerza moral para conquistar y civilizar el mundo.
Tranquillitas a menudo se representa con los atributos que parecen insinuar nuevamente una asociación con el suministro de granos (y la tranquilidad entonces de una población aplacada y saciada), un timón y espigas de grano, a veces un modius o una proa, a veces apoyada en una pilastra (columna decorativa). El modius era un dispositivo de medición utilizado para medir granos/maíz. Tanto el timón como la proa son referencias a los barcos que traían la cosecha de cereales a través del Mediterráneo desde Egipto hasta Roma. En ese sentido, Tranquillitas también parece haber sido la diosa del clima tranquilo (muy importante para el transporte de la cosecha de grano). Incluso parece haber habido una "Tranquillitas Vacuna", la diosa de no hacer absolutamente nada.
En algunas representaciones, como las acuñaciones romanas, se representa a Tranquillitas sosteniendo un hasta pura, lanza ceremonial, el precursor del pilum estándar dado a los soldados romanos, una referencia a la tranquilidad impuesta o proporcionada por la maquinaria militar romana; o tal vez sugiera un período tranquilo para los ejércitos romanos que se habían visto envueltos en frecuentes guerras civiles. Por otro lado, Tranquillitas sostiene una especie de animal en su mano extendida. La mayoría de los expertos creen que se trata de un dragón romano ("draco"), un símbolo asociado con las insignias militares (estandartes) de todos los ejércitos legionarios romanos durante el período del Imperio, también adoptado por los dacios y los partos. Nuevamente, esto sería una referencia a la tranquilidad que brinda la protección, la fidelidad y el valor del ejército romano.
Hay una opinión disidente, que es que el animal que sostiene Tranquillitas no es un dragón, sino un capricornio, lo que se vincularía con el tema marítimo del transporte de la cosecha de granos de Egipto a través del Mediterráneo a Roma. El capricornio era un animal fantástico con el cuarto delantero de cabra con cuernos prominentes y el cuarto trasero terminado en la cola de un pez, se dice en la mitología que se trata una manifestación de Pan. Según el mito, la transformación de Pan en capricornio fue para escapar de la ira de Tifón cuando Pan se arrojó a un río. El capricornio a menudo se representaba en las monedas romanas junto con un timón, vinculándolo nuevamente al transporte marítimo, tan crítico para llevar el grano a Roma.